# أورهان إيك
أورهان إيك (بالتركية: Orhan Ak) (29 سبتمبر 1979 بآدابازاري في تركيا - ) هو لاعب كرة قدم تركي في مركز الدفاع. شارك مع منتخب تركيا تحت 17 سنة لكرة القدم ومنتخب تركيا تحت 21 سنة لكرة القدم ومنتخب تركيا ب لكرة القدم ‏ ومنتخب تركيا لكرة القدم. أما مع النوادي، فقد لعب مع أنطاليا سبور وبوجاسبور وبولو سبور وعثمانلي سبور وغلطة سراي ومعمورة العزيز سبور ونادي إسطنبول باشاكشهر وكوجالي سبور وKuşadasıspor ‏.

## وصلات خارجية
- أورهان إيك على موقع اتحاد تركيا (لاعب) (الإنجليزية)
- أورهان إيك على موقع قاعدة بيانات كرة القدم.إي يو (الإنجليزية)
- أورهان إيك على موقع ناشيونال فوتبول تيمز (الإنجليزية)
- أورهان إيك على موقع Soccerway.com (الإنجليزية)
- أورهان إيك على موقع عالم كرة القدم.نت (الإنجليزية)